# Blodig weekend
|  | Denne artikel er oprettet af botten Steenthbot ud fra en ekstern database. Den kan derfor have sproglige fejl eller mangler. Denne skabelon kan fjernes efter kontrol af indholdet. |

Blodig weekend er en dansk kortfilm fra 1980 instrueret af Kenneth Raun.